# Петроаса-Маре
Петроаса-Маре (рум. Petroasa Mare) — село у повіті Тіміш в Румунії. Входить до складу комуни Віктор-Влад-Деламаріна.
Село розташоване на відстані 358 км на північний захід від Бухареста, 50 км на схід від Тімішоари.

## Населення
За даними перепису населення 2002 року у селі проживали 888 осіб.
Національний склад населення села:
| Національність | Кількість осіб | Відсоток |
| -------------- | -------------- | -------- |
| українці       | 406            | 45,7%    |
| румуни         | 353            | 39,8%    |
| німці          | 77             | 8,7%     |
| цигани         | 41             | 4,6%     |
| угорці         | 7              | 0,8%     |

Рідною мовою назвали:
| Мова       | Кількість осіб | Відсоток |
| ---------- | -------------- | -------- |
| українська | 406            | 45,7%    |
| румунська  | 369            | 41,6%    |
| німецька   | 79             | 8,9%     |
| циганська  | 26             | 2,9%     |
| угорська   | 6              | 0,7%     |